# General Eugenio Alejandrino Garay (Paraguay)
General Eugenio Alejandrino Garay, o coloquialmente Garay, es un distrito del Departamento de Guairá. Se encuentra, aproximadamente a 216 km de la ciudad de Asunción, capital de la República del Paraguay.
 

Anteriormente pertenecía al Departamento de Caazapá pero debido a la extensa superficie de la misma, fue traspasado al de Guairá. Fue creado como municipio por Ley N.º 260, el 23 de junio de 1955.

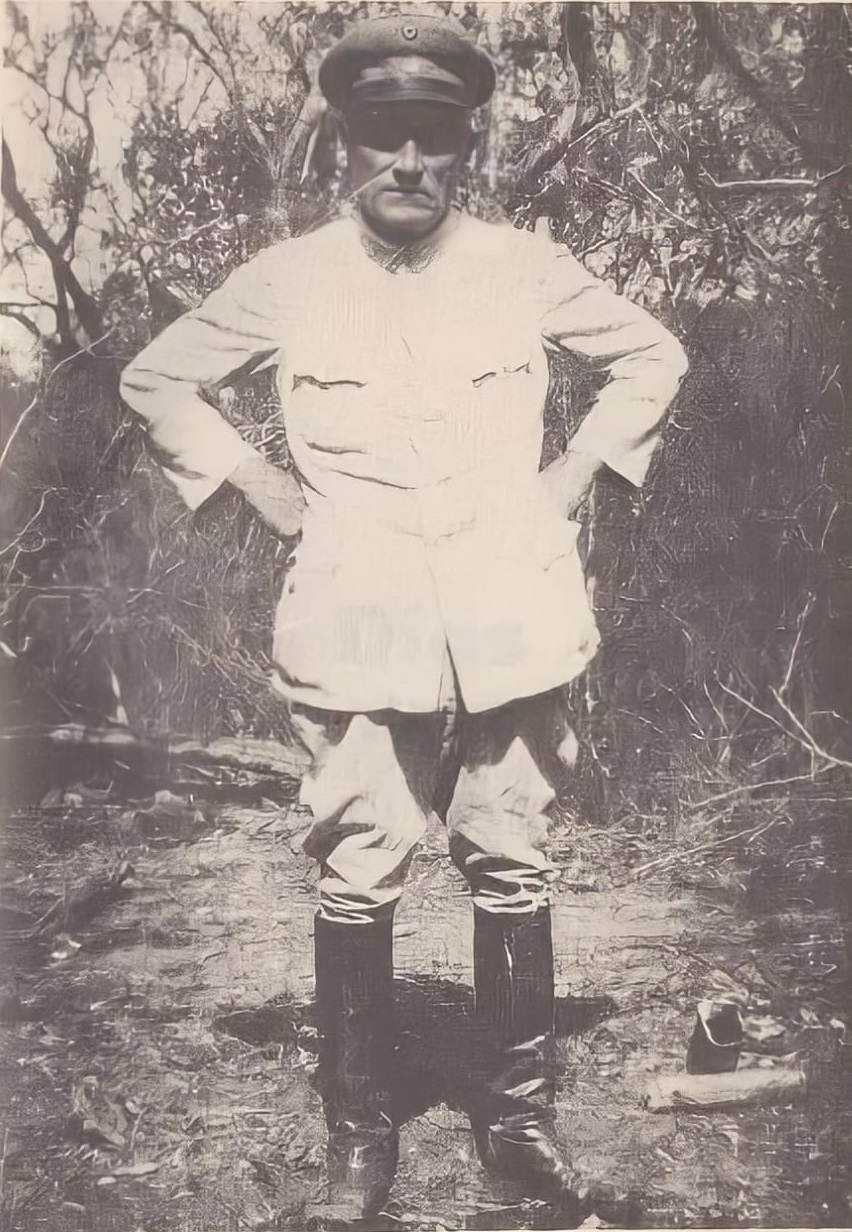
El General Garay, en cuyo honor la localidad fue nombrada.

Se accede a este distrito, por la Ruta PY08. Se encuentra situado al sur de la ciudad de Villarrica, pasando por la ciudad de Ñumí. Dentro del área de Garay se halla el Cerro Tres Kandú, que con sus 842 m s. n. m. es el punto más alto del Paraguay. Sus habitantes se dedican principalmente a la agricultura y ganadería de subsistencia y también cuenta con fábricas de madera terciada.

## Toponimia e historia
Su nombre es en honor a Eugenio Garay, militar paraguayo durante la Guerra del Chaco, que se destacó por ser el oficial más viejo del ejército (con 60 años en ese momento) y por su gran victoria en la Batalla de Yrendagüé, donde comandó una arriesgada misión de 1.400 hombres que recorrieron 70 kilómetros a pie durante 3 días para capturar unos importantes pozos de agua, que causarían unas 6.000 bajas al ejército boliviano.
Su nombre original en guaraní fue Chararã que significa "Ruidoso".

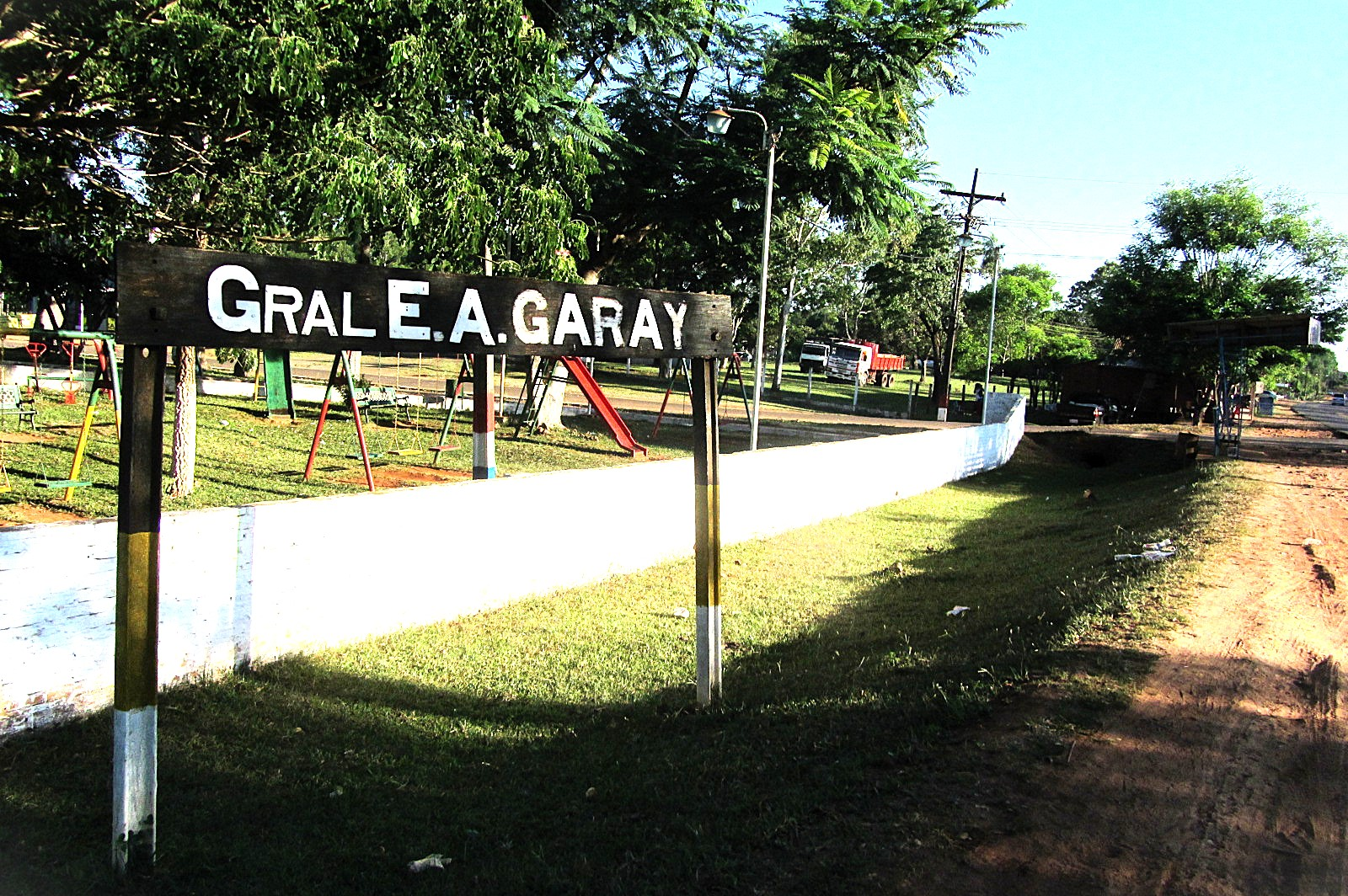
Cartel ferroviario de la extinta estación General Garay del Ferrocarril Central del Paraguay.

Sus primeros pobladores fueron indígenas de la tribu aché quienes fueron desalojados luego de que en 1910 el Estado paraguayo haya vendido sus tierras a la Compañía Paraguaya de Maderas Limitadas para instalar allí aserraderos. En 1914, el Ferrocarril Central de Paraguay desea habilitar el tramo Borja-Yguazú para lograr mayor facilidad de explotación de maderas con lo que el ferrocarril llega desde la ciudad de Borja hasta Potrero Charará. Así, empieza conformarse el poblado el cual es provisto primero de una guarnición militar compuesta de un sargento, un cabo y trece agentes y al año siguiente de una Comisaría Policial.
En 1916, el administrador de la compañía de maderas comienza a gestionar la apertura de la primera escuela que recibe su nombre `Crispiniano Viera Campuzano´ y que para la década de 1960 ya contaba con 444 alumnos desde el primero al sexto grado. En 1936, el Estado paraguayo crea la Colonia Charará expropiando tierras de dicha compañía maderera. En 1955, la colonia se convierte en el municipio de Eugenio Garay.
Debido a que al principio no contaban con capilla, las celebraciones cristianas se realizaban en las casas familiares locales. Con el tiempo los obreros madereros construyeron un oratorio público. La zona era primeramente dependiente de la parroquia de la ciudad de San Juan de Caazapá para pasar luego a la de Yhacanguazú y por último a la de Ñumí. En 1971, la iglesia local se eleva a nivel de parroquia  siendo Benito Espínola el primer párroco y se adopta al Arcángel San Miguel como patrono. Existe dos imágenes, una de San Miguel, que fue trasladada desde Roma y otra de Cristo tallada en madera y donada por la familia Aquino-Ferreira.

## Geografía
La Cordillera del Ybytyruzú, contiene al Cerro Tres Kandú y es El Punto más alto de Paraguay. Fue originalmente hábitat de la etnia Aché y en la última era glacial, fue el único lugar de la zona donde no desapareció la vegetación.
Limita al norte con la Cordillera del Ybytyruzú, que lo separa de Colonia Independencia; al sur con el Departamento de Caazapá, al este con Fassardi, y al oeste con Iturbe y Ñumí.

## Hidrografía
Se encuentra regado por los arroyos Pirapó Guazú, Pirapomí, Itacuñá e Yhacá Guazú, afluentes del río Tebicuarymí. 

## Clima

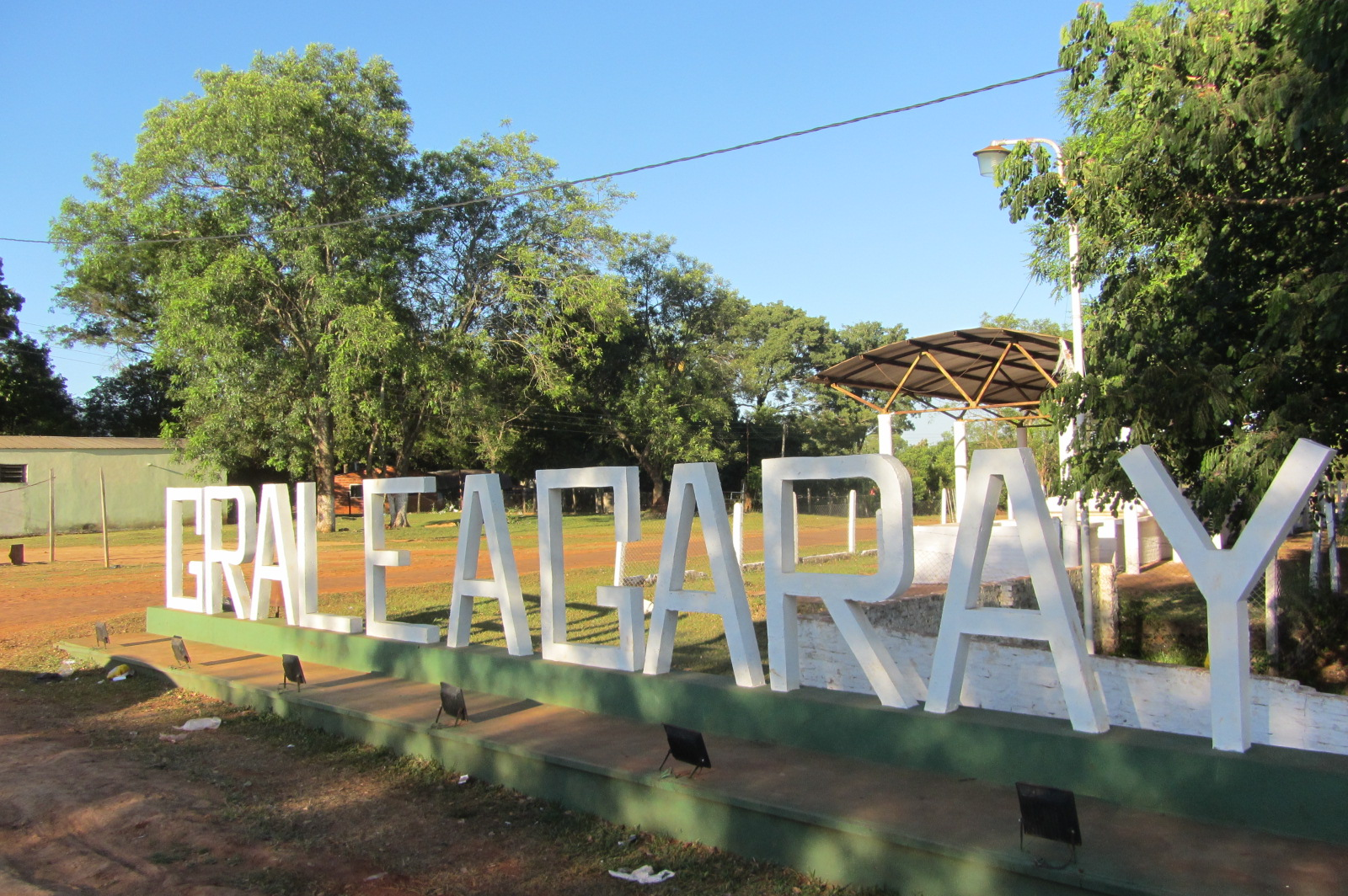
Acceso a General Garay.

La temperatura media anual es de 22 °C ; su máxima en verano asciende a 38°/39 °C y en invierno suele llegar a 0°.

## Economía
La principal actividad constituye la actividad pecuaria, como la cría de ganado vacuno, caprino, porcino y equino. En relación con la actividad agrícola, en la zona se cuentan con cultivos de algodón, tabaco, caña dulce, trigo, yerba mate, y al cultivo de uvas.
Cuenta con pistas de aterrizaje para aviones pequeños, así como los servicios telefónicos de COPACO y los de telefonía celular, varios medios de comunicación y a todos los distritos llegan los diarios capitalinos.